# Gare de Hegyeshalom
La gare de Hegyeshalom (en hongrois : Hegyeshalom vasútállomás) est une halte ferroviaire hongroise, située à Hegyeshalom.